# Xã London, Quận Sumner, Kansas
Xã London (tiếng Anh: London Township) là một xã thuộc quận Sumner, tiểu bang Kansas, Hoa Kỳ. Năm 2010, dân số của xã này là 716 người.